# Zamek Biskupów Warmińskich w Lidzbarku Warmińskim
Zamek biskupi w Lidzbarku Warmińskim (niem. Bischofsburg Heilsberg) – zamek z XIV wieku znajdujący się w Lidzbarku Warmińskim, należący do najcenniejszych i najlepiej zachowanych zabytków obronnej architektury gotyckiej w Polsce. W 1953 został wpisany do rejestru zabytków, a w 2018 został uznany za pomnik historii.

## Historia

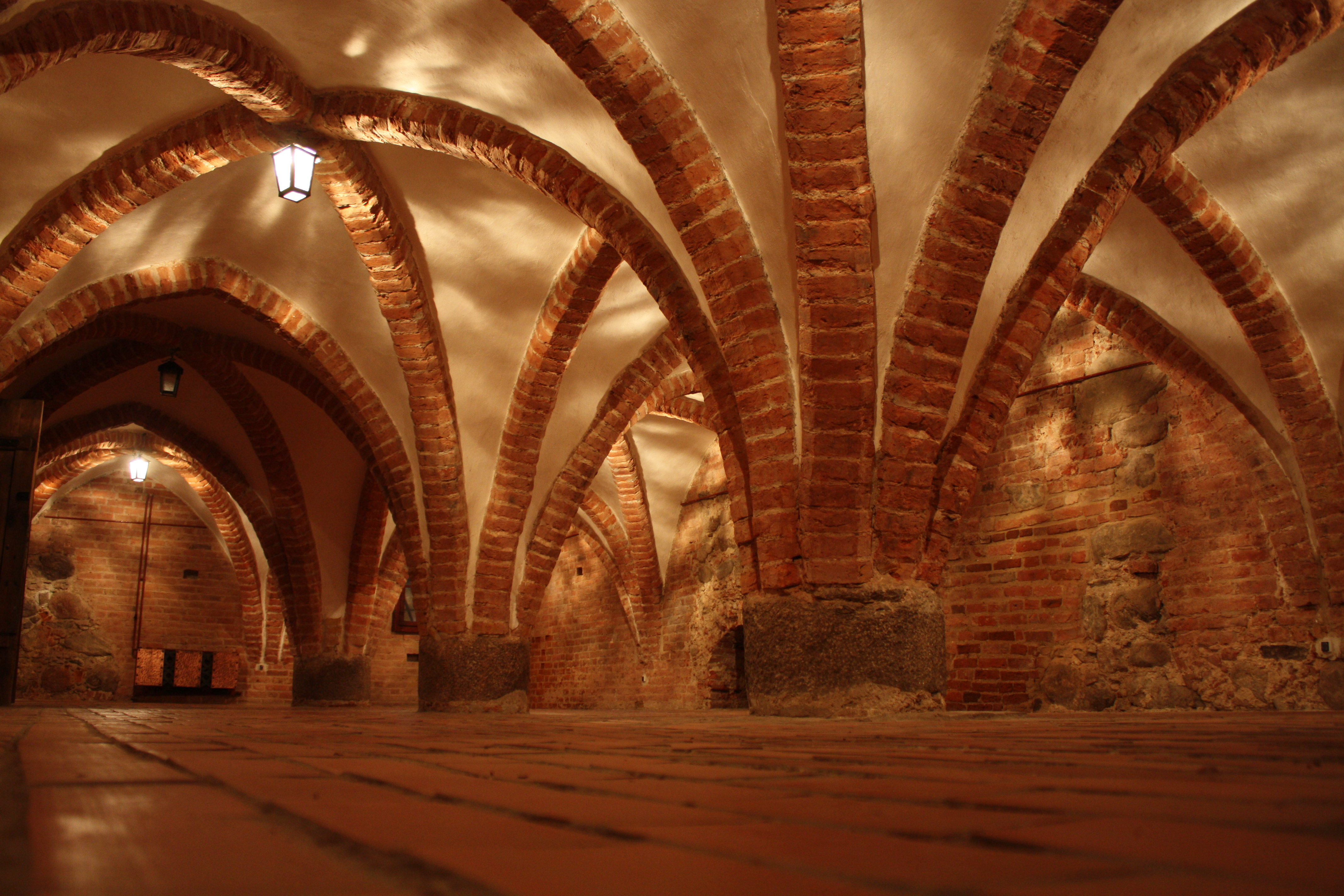
Gotyckie piwnice

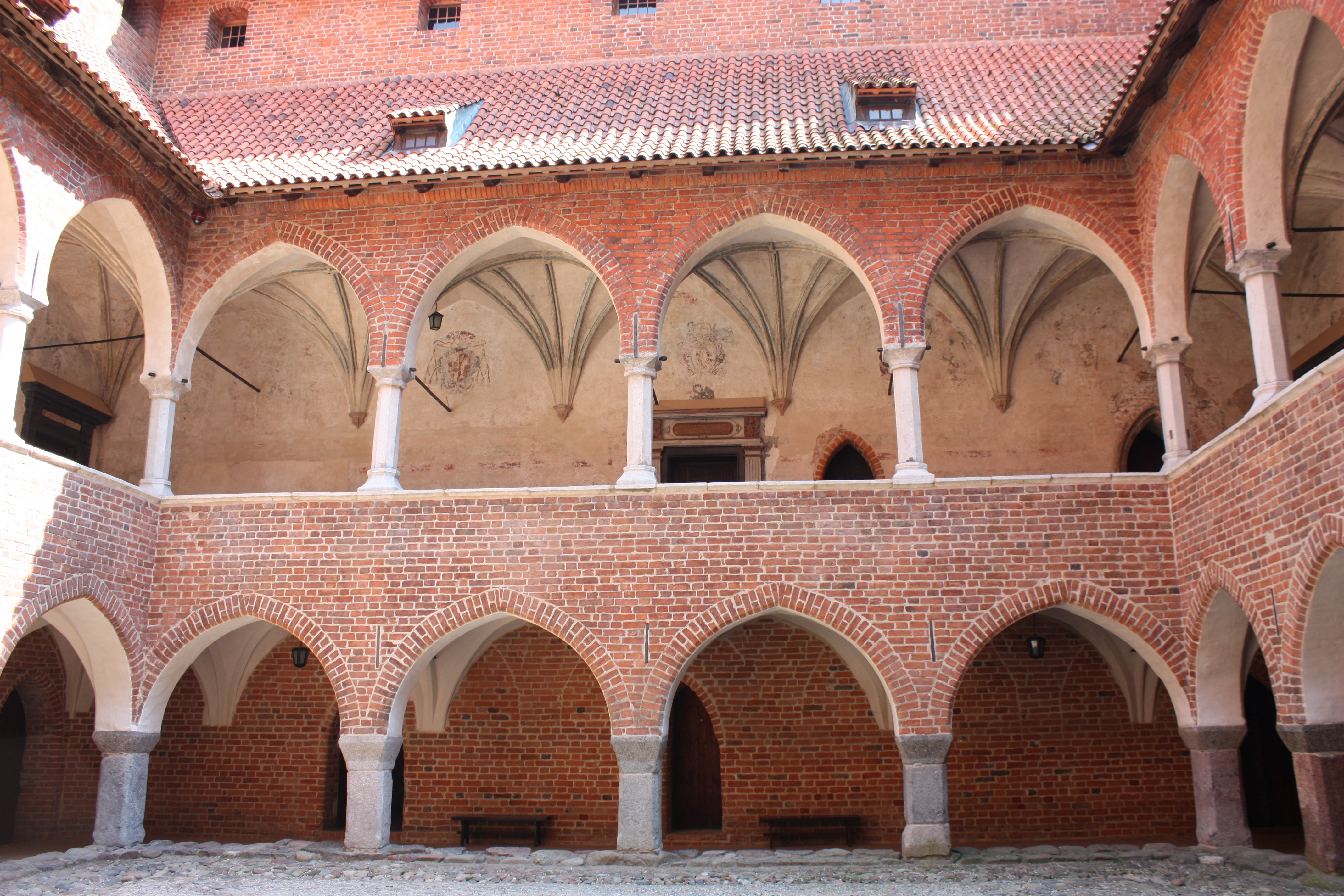
Dziedziniec na zamku

Zamek budowano w latach 1350–1401. Prace budowlane rozpoczęto rok po przeniesieniu z Ornety (niem. Wormditt) do Lidzbarka Warmińskiego siedziby biskupów warmińskich. Rozpoczęta budowa zamku w jego pierwotnym kształcie realizowana była przez biskupów, od Jana z Miśni do Henryka Sorboma. Budynek wzniesiono na planie czworoboku o wymiarach 48,5 x 48,5 m na schemacie krzyżackich domów konwentualnych. W czasie kadencji biskupa Sorboma dziedziniec zamku otoczony został dwukondygnacyjnymi krużgankami.
Wybudowany w widłach rzek Łyny i Symsarny zamek chroniony był dodatkowo murami obwodowymi i fosami od południa i wschodu (wschodnia fosa równoległa do Symsarny). W części południowej i północnej zamku zlokalizowano przedzamcza, które wraz z zamkiem otaczały potężne mury obronne. Dojazd do zamku z miasta odbywał się przez Bramę Młyńską po moście przez Łynę do północnego przedzamcza, gdzie umiejscowiony był młyn wodny. Dalej przejechać trzeba było wzdłuż zachodniej strony zamku przez kilka bram do przedzamcza od strony południowej. Przedzamcze to od zamku właściwego oddzielone było suchą fosą. Po przejechaniu mostu na wymienionej fosie można było się dostać na dziedziniec zamkowy przez bramę usytuowaną w centralnej części skrzydła południowego.
Bryłę zamku w narożu północno-wschodnim zdobi wysoka wieża w dolnych partiach czworoboczna, w górnych ośmioboczna, a w pozostałych narożach wieżyczki na konsolach. Wieżyczki te dobudowano po pożarze zamku w 1442. Ostateczny kształt uzyskały one w czasie rządów biskupa Watzenrodego.
Zamek posiada piwnice, które służyły jako magazyny żywności i więzienie; w ich części znajdowały się również piece do ogrzewania zamku ciepłym powietrzem. Obecnie część piwnic pod skrzydłem wschodnim przeznaczona jest na sale ekspozycyjne (elementy architektury ogrodowej i armaty z herbami biskupów). W pomieszczeniach parteru głównej bryły zamku znajdowały się: w skrzydle zachodnim kuchnia, w północnym browar i piekarnia, we wschodnim magazyny żywnościowe, w południowym zbrojownia i szkoła dla chłopców pruskich.
Dziedziniec lidzbarskiego zamku ze względu na krużganki przypomina dziedziniec Królewskiego Zamku na Wawelu. Z dziedzińca przechodzi się po kamiennych schodach (z początków XVII wieku) na główną kondygnację, gdzie znajdują się pomieszczenia reprezentacyjne.

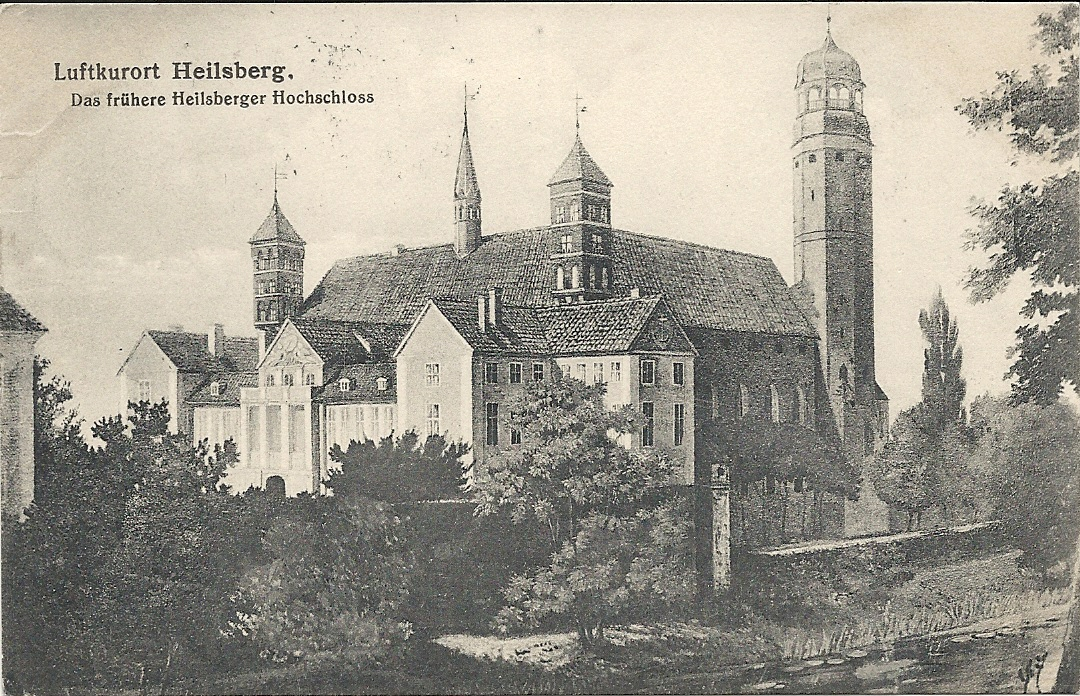
XIX-wieczna litografia przedstawiająca zamek i nieistniejący pałac biskupa Wydżgi

Postanowieniem II pokoju toruńskiego Warmia została przyłączona do Polski i od tej pory aż do 1795 lidzbarski zamek był nie tylko siedzibą biskupów warmińskich, ale także ważnym ośrodkiem kultury polskiej, dzięki takim osobom, jak: Jan Dantyszek, Marcin Kromer, Andrzej Batory, Jan Stefan Wydżga, czy Ignacy Krasicki, któremu zamek zawdzięcza piękne ogrody.
Architektura zamku uzupełniona była przez barokowy pałac (zamek średni), dobudowany w 1673 przy skrzydle południowym przez biskupa warmińskiego Wydżgę. Z pałacu tego korzystało 8 biskupów. Pałac został rozebrany przez zabójcze władze pruskie w latach 1839–1840. Pozostał po nim zarys fundamentów – między południowym skrzydłem zamku oraz suchą fosą znajdującą się między zamkiem a południowym przedzamczem. Na dziedzińcu przedzamcza w centralnym miejscu znajduje się barokowy pomnik św. Katarzyny z 1756, ufundowany przez biskupa Grabowskiego. 
Mimo że w 1838 nadprezydent Prus Wschodnich, Heinrich Theodor von Schön, stwierdził, że „zamek jest zbędnym, zaprzepaszczonym, starym budynkiem, zasługującym na sprzedaż albo na rozbiórkę”, to w II poł. XIX w. jego restaurację przeprowadził konserwator królewski Ferdinand von Quast.

## Przedzamcze

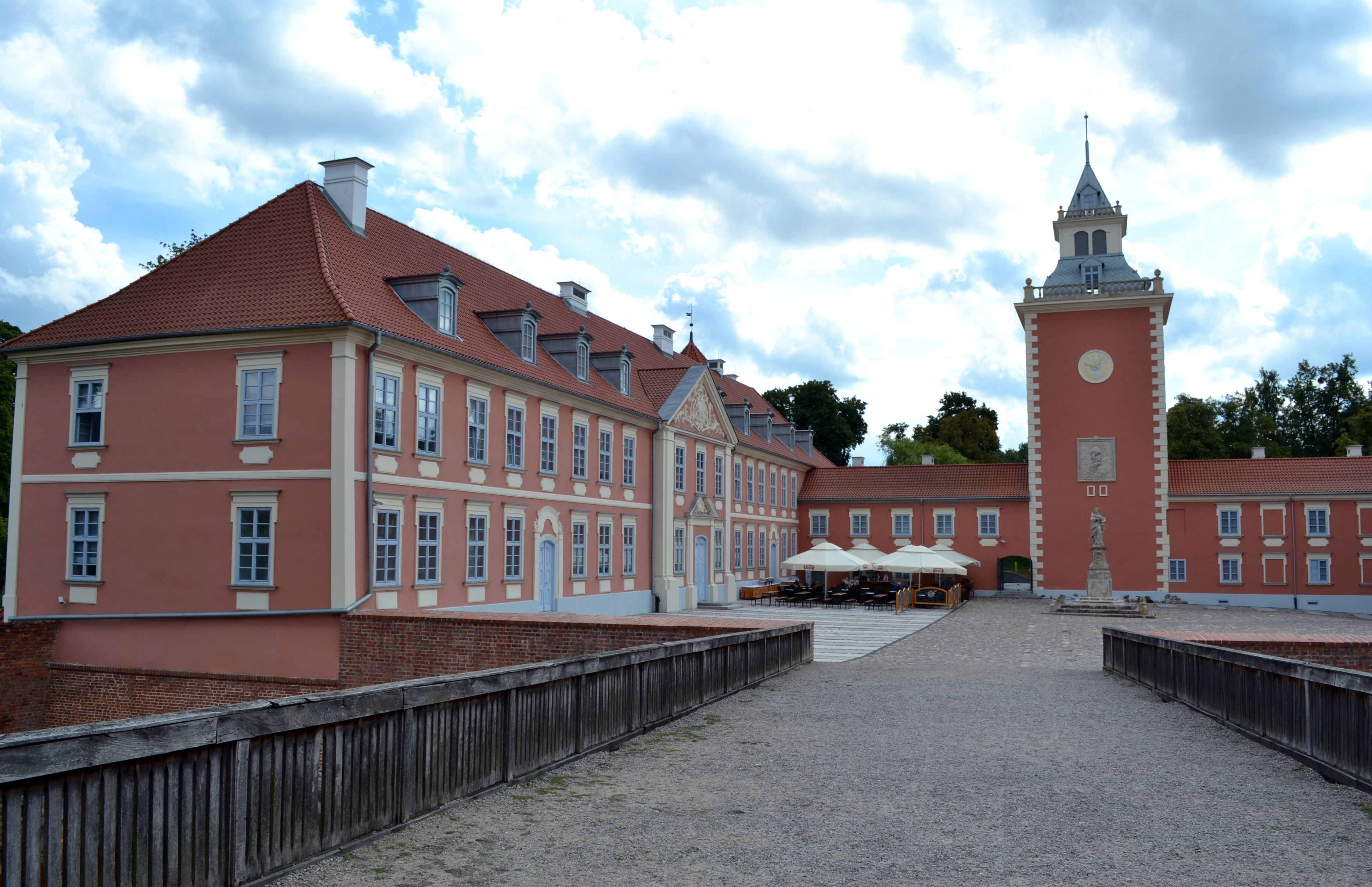
Przedzamcze

Przedzamcze otoczone jest trzema skrzydłami budowli, które na przestrzeni wieków zmieniały kształt i charakter. Skrzydło wschodnie w obecnej postaci – pałac ufundowany przez biskupa Grabowskiego – użytkowany był przez wójta krajowego i pełnił funkcję sądu. Skrzydło południowe dobudowano pod koniec XVIII wieku przy murze łączącym skrzydło wschodnie z zachodnim. W narożu południowo-wschodnim przedzamcza zachowała się baszta cylindryczna (stan z XVI w.), a w części centralnej skrzydła południowego wieża bramna z XIV w.. Najwcześniej, w XIV w., powstało skrzydło zachodnie przedzamcza, które obecny kształt ma od połowy XVIII w.

## Pomieszczenia reprezentacyjne

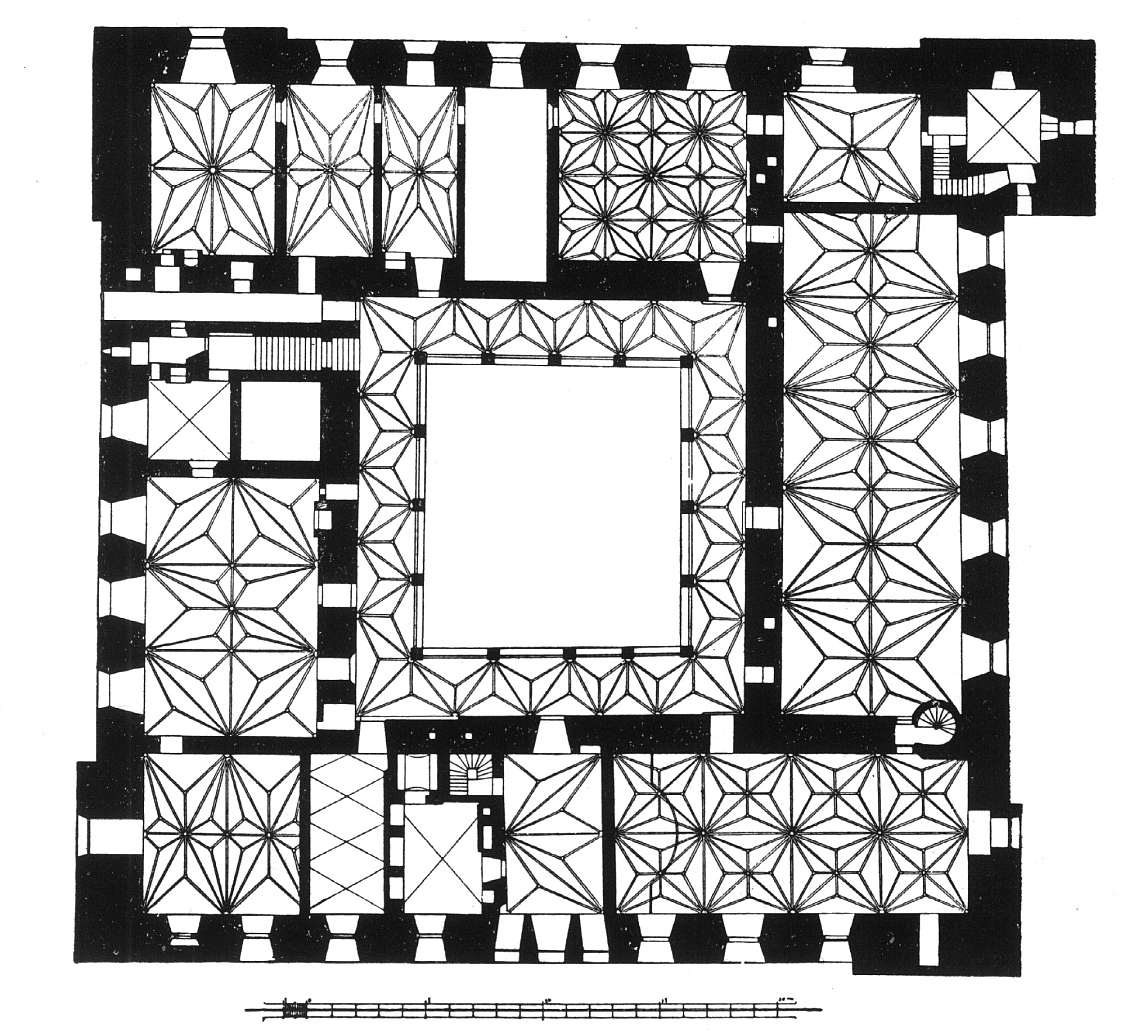
Plan piętra zamku

Wygląd pomieszczeń, a także czasem ich funkcje w lidzbarskim zamku, zmieniały się w ciągu wieków. Miały wpływ na to moda i upodobania użytkowników. Na zmiany w sposobie wykorzystania pomieszczeń zamkowych wpłynął też wybudowany przez biskupa Wydżgę pałac, stojący niegdyś przy południowej ścianie zamku.

### Kaplica zamkowa

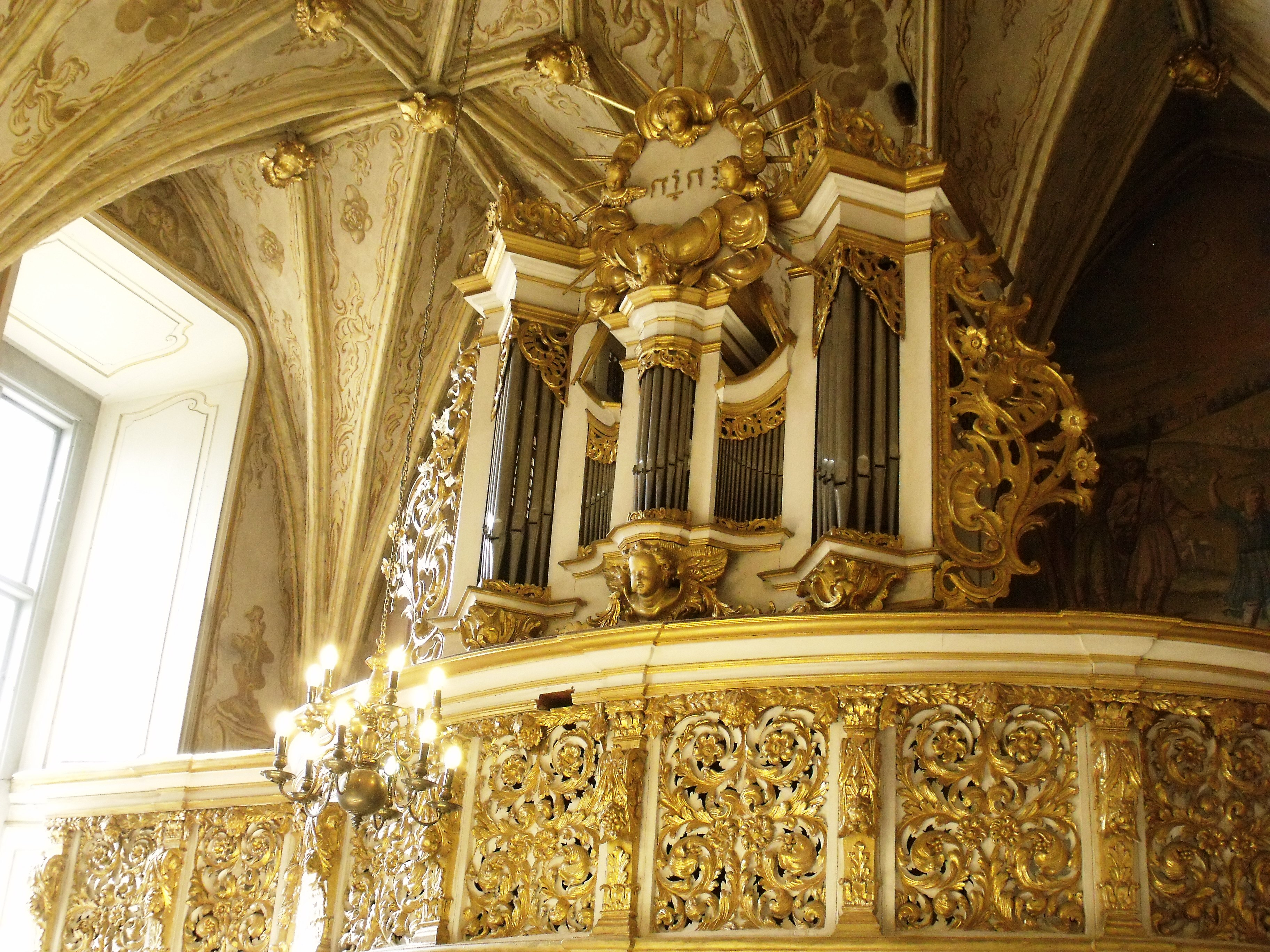
Organy w kaplicy św. Katarzyny

Kaplica zamkowa mieści się na pierwszym piętrze w części wschodniej skrzydła południowego. Obecny rokokowy wystrój zawdzięcza ona biskupowi Grabowskiemu. Na temat kaplicy pisał Mieczysław Orłowicz w ten sposób:
Wejście do niej herb kardynała Michała Radziejowskiego (1679–88). Sklepienie gwiaździste otrzymało rokokową ornamentykę w XVIII w., kiedy kaplice poddano restauracji, za biskupa Grabowskiego, o czym świadczy jego herb umieszczony obok organów. Jest tu też złocony herb biskupstwa warmińskiego z drewna. Malowidła ścienne średniego pędzla, być może Józefa Korzeniewskiego, nadwornego malarza biskupa Grabowskiego. Ołtarze rokokowe, w wielkim obraz Zaślubin św. Katarzyny, takaż kazalnica i organy. Przy ścianie relikwiarz św. Benedykta z czarnego marmuru.

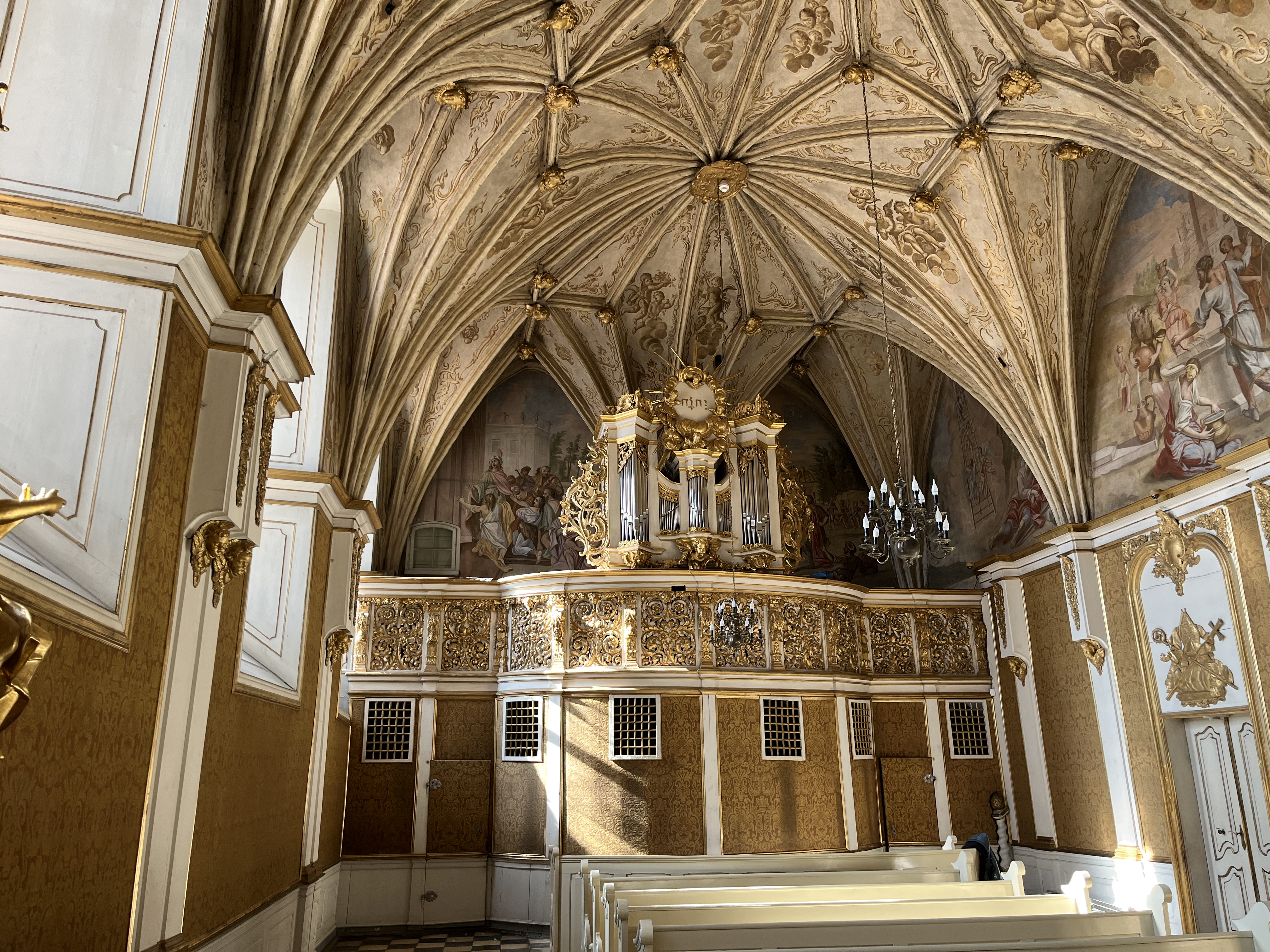
Organy po konserwacji z lat 2022–2023

Podczas prac konserwatorskich w latach 2022–2023 wewnątrz organów odkryto wklejkę z inskrypcją ich budowniczego Christopha Heinricha Obucha z Morąga. Instrument odrestaurowała firma Zych Zakłady Organowe.
Opis Orłowicza należy uzupełnić – obrazy ołtarzowe zniknęły w 1945. Zaginiony obraz w ołtarzu głównym zastąpił obraz św. Jerzego (pędzla Józefa Korzeniewskiego) z lidzbarskiego kościoła farnego.

### Wielki refektarz

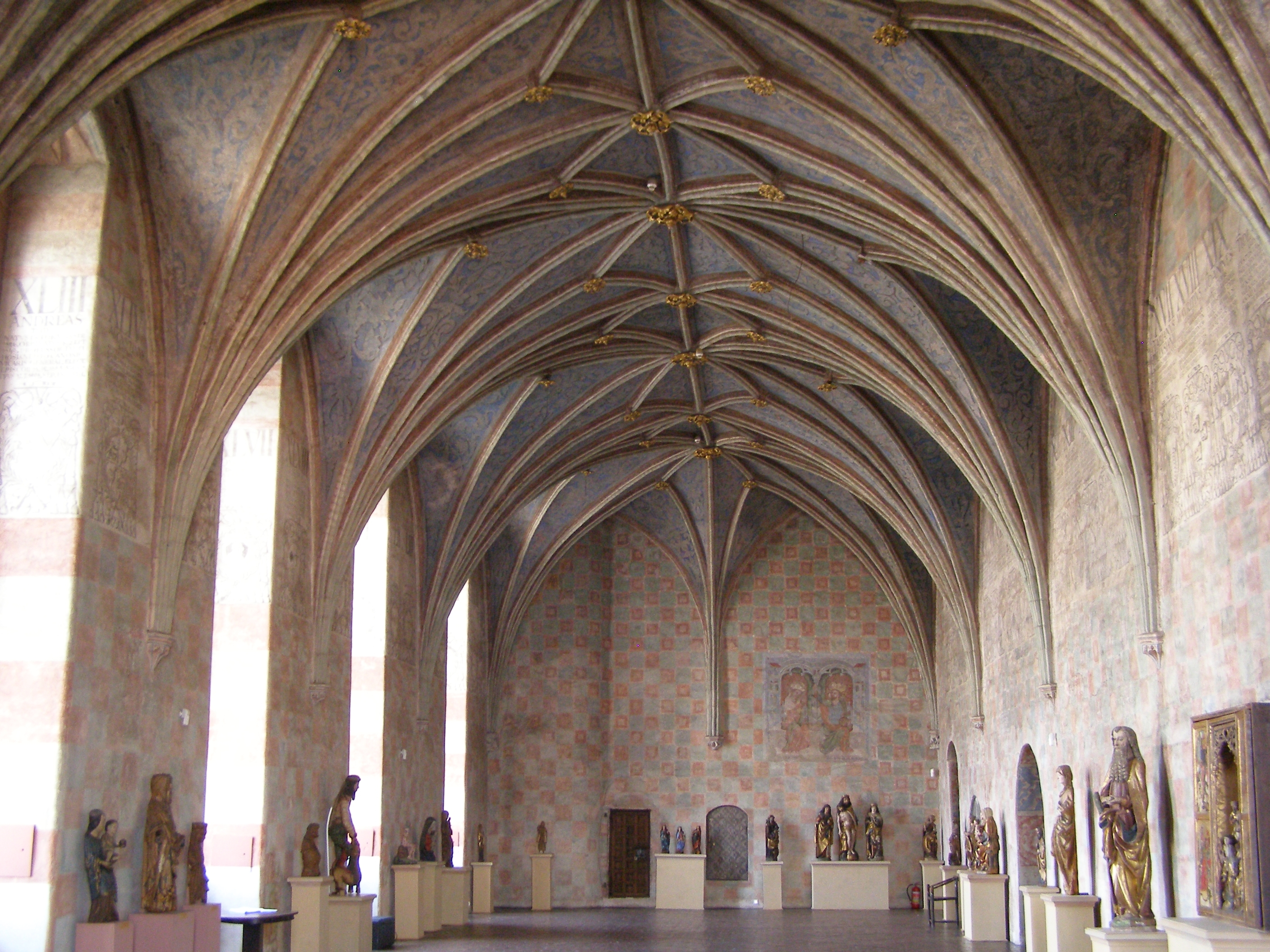
Widok ogólny na Wielki Refektarz, z widoczną ekspozycją gotyckiej rzeźby

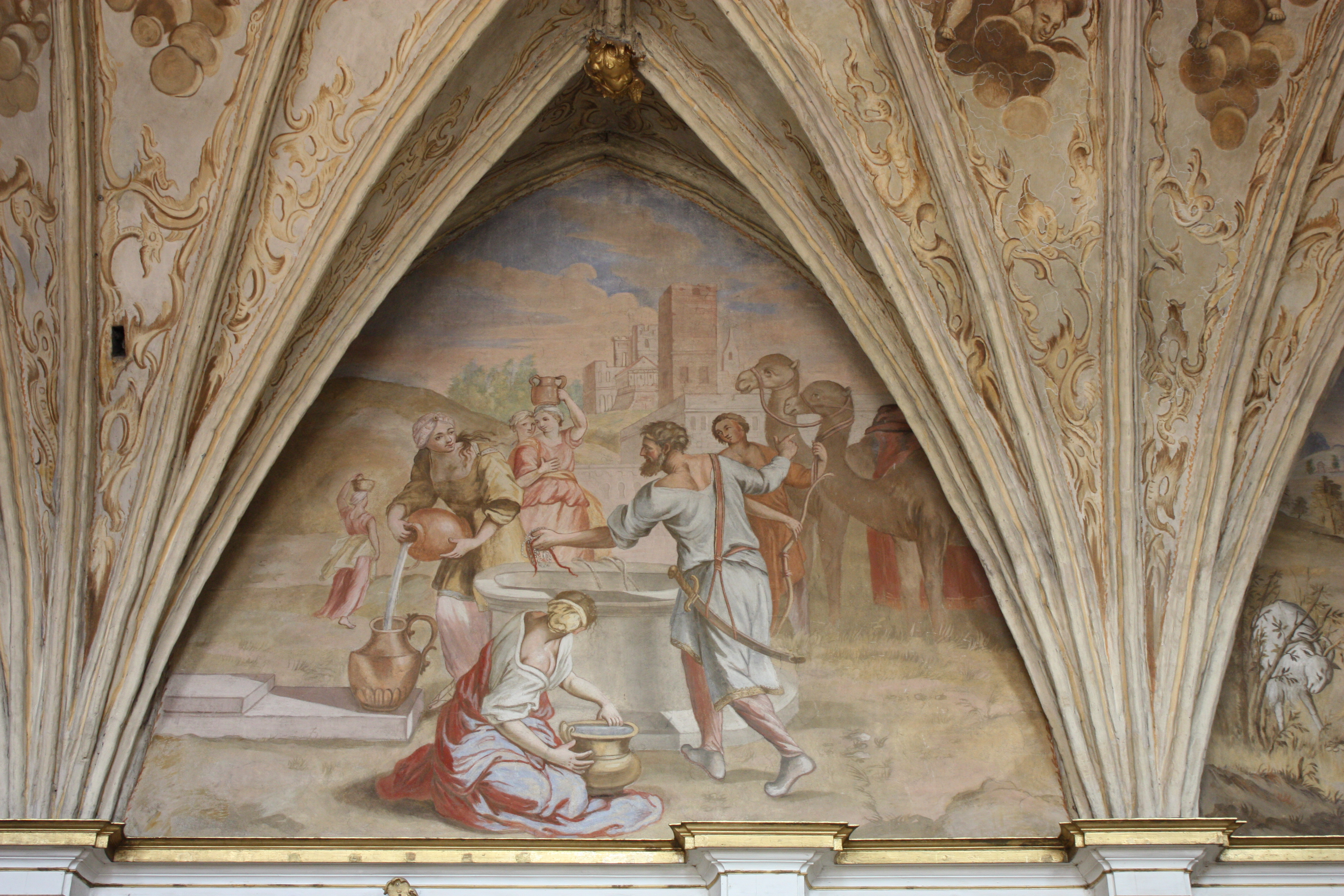
Freski w kaplicy zamkowej

Wielki refektarz, zwany także salą sądową, obecnie zajmuje wschodnie skrzydło pierwszego piętra lidzbarskiego zamku. Wejście do niego prowadzi z krużganka przez renesansowy portal z piaskowca z datą 1612 i herbem biskupa Szymona Rudnickiego. Pomieszczenie powiększone zostało w czasach biskupa Ignacego Krasickiego przez wyburzenie ściany oddzielającej wielki refektarz (pierwotnie pięcioprzęsłowy) od Izby Sybilli. Obecnie wielki refektarz to sala sześcioprzęsłowa o długości 27 m i szerokości 9 m, zdobiona fryzem heraldycznym z herbami biskupów warmińskich od Anzelma do Wojciecha Ziemby. W refektarzu znajdują się odkrywki najstarszych malowideł z końca XIV wieku. Średniowieczna polichromia przedstawia koronację Marii, a ściany zdobione były polichromią z motywem szachownicy.
W pomieszczeniu refektarza eksponowane są zbiory sztuki średniowiecznej Warmii i Prus Krzyżackich. W północnej części pomieszczenia znajduje się płyta nagrobna biskupa Pawła Legendorfa.

### Pomieszczenia wieży wysokiej
Z wielkiego refektarza jest przejście do znajdującego się na tym poziomie pomieszczenia w wieży wysokiej zamku. Służyło ono jako kaplica domowa biskupów. Wystrój tego domowego oratorium pochodzi z czasów biskupa Łukasza Watzenrodego. Kaplica zdobiona jest scenami ze Starego Testamentu: Adoracja Boga, Mojżesz, Ofiara Abrahama i Św. Jan na Patmos. W kaplicy znajdują się: herb biskupa Watzenrodego obok herbu diecezji oraz herby biskupów Pawła Legendorfa i Mikołaja Tungena. Z korytarzyka łączącego wielki refektarz z oratorium jest zejście w dół do nieoświetlonego pomieszczenia – komnaty więziennej, zwanej izbą zapomnienia. Na środku jej posadzki znajduje się otwór, przez który spuszczano w dół za pomocą kołowrota więźniów skazanych za ciężkie przestępstwa. Pomieszczenie nad kaplicą domową użytkowane było jako skarbiec.

### Komnata audiencyjna i pozostałe pomieszczenia pierwszego piętra
Komnata audiencyjna mieści się w północnym skrzydle zamku. Przechodzi się do niej z wielkiego refektarza lub z krużganka przez marmurowy portal (podobnie jak do kaplicy), ufundowany przez biskupa Radziejowskiego. Z sali audiencyjnej jest przejście do dawnych pokojów prywatnych, w tym sypialni biskupiej.
W skrzydle zachodnim zamku mieścił się mały refektarz, a w części skrzydeł zachodniego i południowego kapitularz. W pomieszczeniach kapitularza zachowały się malowidła gotyckie: poczet biskupów, scena adoracji N.M.P. przez biskupa Anzelma i inne. Na parterze zamku pod małym refektarzem znajdowała się zamkowa kuchnia. W lidzbarskim zamku znajduje się też czarna kuchnia na poziomie pierwszego piętra.

## Wykorzystywanie pomieszczeń
W czasach gdy nie było jeszcze pałacu biskupa Wydżgi, na pomieszczenia mieszkalne wykorzystywane były pomieszczenia drugiego piętra w skrzydłach zachodnim i północnym.
Obecnie większość pomieszczeń zamkowych przeznaczona jest do zwiedzania, stanowiąc Muzeum Warmińskie. W lochach znajduje się arsenał i lapidarium, gdzie wystawiono armaty oraz kamienne detale i rzeźby z dawnego pałacu bpa. Jana Stefana Wydżgi. Na parterze prezentowane są zbiory sztuki gotyckiej, portrety, dokumenty związane ze słynnymi mieszkańcami zamku oraz elementy dawnego wyposażenia sal zamkowych. Na pierwszym piętrze znajdują się pamiątki po biskupach warmińskich tj. ornaty, kapy ołtarzowe oraz pokaźny zbiór pamiątek po Ignacym Krasickim. Na drugim piętrze zamku prezentowane jest malarstwo polskie z XIX i XX wieku (m.in. obrazy Juliana Fałata i Józefa Mehofera), zaś na trzecim piętrze zbiór ikon, których znaczna część pochodzi z Wojnowa oraz współczesne malarstwo polskie (m.in. obrazy Jerzego Dudy-Gracza). W refektarzu umieszczono płytę nagrobną bp. Legendorfa z 1494 dłuta Piotra Vischera z Norymbergi.

## Filatelistyka

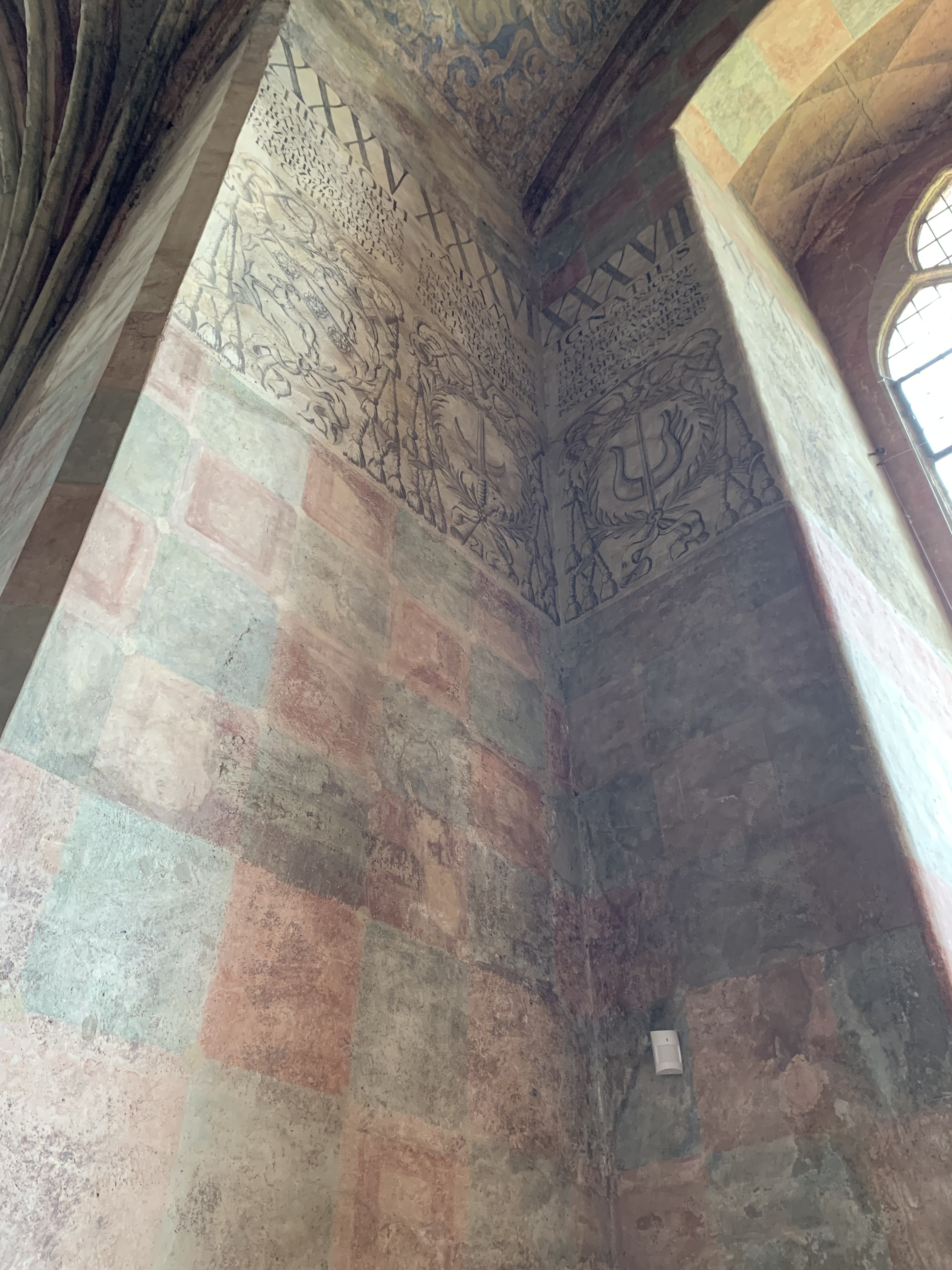
Ściana zdobiona herbami biskupimi m.in. Ignacego Krasickiego

Poczta Polska wyemitowała 5 marca 1971 r. znaczek pocztowy przedstawiający lidzbarski zamek o nominale 8,50 zł, w serii Zamki polskie. Druk w technice offsetowej na papierze kredowym. Autorem projektu znaczka był Tadeusz Michaluk. Znaczek pozostawał w obiegu do 31 grudnia 1994 r..

## Numizmatyka
W 1996 roku wydano dwie monety okolicznościowe z wizerunkiem zamku. Monety miały nominały 2 zł i 20 zł (monetę o nominale 2 zł wyemitowano w nakładzie 300 000 sztuk, zaś monetę o nominale 20 zł wyemitowano w nakładzie 15 000 sztuk). Monety te wchodzą w skład serii monet Zamki i Pałace w Polsce.